# 列車防護無線装置

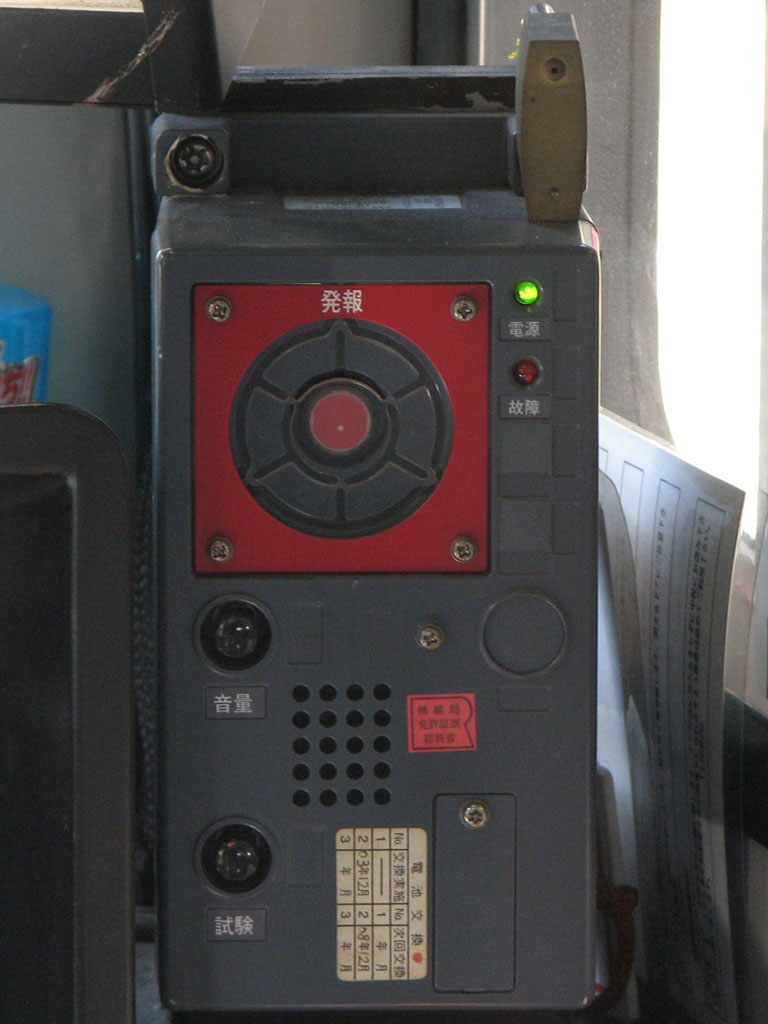
列車防護無線装置（JR）

列車防護無線装置（れっしゃぼうごむせんそうち、英: Train protection radio equipment）は、鉄道信号の発報信号で、鉄道において緊急時に列車から無線信号を発信し、付近を走行する列車に停止信号を現示して列車を停止させ、二次事故を防止するための装置。1962年（昭和37年）に発生した三河島事故をきっかけに開発された。単に「防護無線」「防護無線装置」と呼ばれることもある。

## 概要
本来、列車の運転士は、列車の故障や脱線、線路上での支障、異音感知、列車分離、人身事故など緊急の異常などで、列車を急遽に停止させる必要がある場合には、後から進行してくる列車を停止させる列車防護を行うが、それを行っている間に列車が接近して来た場合では、列車防護の時機を失う恐れがある。そこで、乗務員が乗務員室に設置されている防護無線装置のボタンを押すことで、装置から非常信号を乗せた電波を発射し（発報という）、近隣でこの電波を受信した他の列車の防護無線装置が警報（“ピピピピ…”という警報音）を発する。走行中の列車がこの信号を受信し、装置が鳴動した場合には、運転士は必ず列車を停止させる様に運行規則等で義務付けられている。これにより、事故や支障の起きている現場に列車が進入するのを防ぎ、二次事故を未然に防ぐ。
信号を受信して停止した列車においては、車掌が車内放送で乗客に「ただいま非常停止信号を受信しました。原因を調べております」と案内する場合が多く「非常停止信号」については「危険を知らせる信号」「列車を緊急に停止させる信号」などと言い換えられることもある。
なお、列車防護無線装置はあくまでも緊急の列車防護で、列車の故障や脱線、線路上での支障などで列車を急遽に停止させる必要がある場合には、それを行った後に列車防護を行うのが望ましいとされている。発報した乗務員は、運転指令所等と連絡をとり、指示を受けた上で装置を復位して発報を止める。一方、信号を受信して停止した他の列車は、信号が無現示となっても直ちに運転を再開せず、以後指令所の指示を仰いで運転を再開する。
防護無線は自動列車停止装置や自動列車制御装置とは違い、鳴動することで乗務員に対して列車停止の指示を現示する装置である。具体的に停止させるための制動操作を行うのは運転士で、信号を受信することで自動的に列車にブレーキがかかるものではない。また、JRで導入している防護無線では、防護無線装置固有の識別番号から車両を特定することは可能だが、運行中のどの便がどこで発報したのかは直ちに分からない上、危険の原因を特定する情報なども含まれておらず、指令所からの一斉同報を待つ必要がある。
防護無線の電波が届く範囲は発報地点から半径約1 - 2 km圏内とされ、この範囲では別の路線の車両も発報を受けて緊急停止する。これは路線が併走する箇所等で事故が発生した際、並走する路線を走る他の列車が事故現場に冒進するのを防ぐためである。一方で、路線が過密に入り組む大都市圏などでは、事故の発生している路線とは全く関係のない別の路線の列車にも電波が届いて運行に影響を及ぼすことがあり、また高架など見通しの良い場所で発報した場合にはより遠くまで電波が届いて想定外の広範囲に影響を及ぼすことがある。
防護無線装置の機種によっては、通常は車両より給電を受けて動作し、停電時には電源を切りかえる操作を必要とするものがある。JR福知山線脱線事故では、この操作を行わずに発報ができなかったことが明らかになり、以後は停電時でも特別な操作なしに発報ができるように改修が進められている。
2008年（平成20年）からは車両に作用する加速度をセンサーで感知し、衝突事故、脱線事故、転覆事故などが発生したと判断した場合、防護無線の自動発報と乗務員への警告をシステムが実用化されている。
2011年3月11日の東北地方太平洋沖地震（東日本大震災）発生時には、筑波山と田無にあるNTTの鉄塔から強力な防護無線が発報されたため、東北から関東にかけての非常に広い範囲で防護無線が扱われた。

## 導入と整備

### 導入の経緯
防護無線は、1962年5月3日に常磐線三河島駅で発生した列車脱線多重衝突事故（三河島事故）を教訓に整備が進められた。この事故では、事故現場に他の列車が進入して二次事故が発生しないように防ぐための列車防護が適切に行われなかったことが被害をより甚大なものにしたと指摘されている。この事故を受けて、当時の国鉄は全国の路線で順次導入中だった自動列車停止装置 (ATS) の設置計画を前倒しする形で国鉄全線に設置するとともに、無線を利用して列車防護を行う本装置を開発、常磐線に乗り入れる全列車に初めて列車防護無線装置が設置された。その後、国鉄末期の1986年から全国の在来線車両に現行の防護無線装置の設置が開始され、同年11月改正から使用を開始した。

### 整備状況
JRにおいては、基本的に車両保有会社がJRかそれ以外にかかわらず、複線以上の区間で運転される列車に防護無線装置の設置が義務付けられているが、車両入換え用に特化された機関車（入換動車）や、JR四国の複線区間に乗り入れない気動車の中には、設置されていない車両もある。
私鉄の場合も、二次事故を防止するためにJRと同様に防護無線装置の整備を行っている鉄道事業者が多い。JRで採用しているものと機能的には同じであるが、事業者によっては発報した列車が即時に判別できる仕様になっている。一方で、地方閑散地区に路線を持つ一部の鉄道事業者は、同装置を導入していないところもある。

## 非常発報無線
防護無線と類似した無線として、一部の鉄道事業者では非常発報無線を別に運用している。防護無線との違いは、防護無線は他の列車へ警報を発し停車させるのに対し、非常発報無線は運転指令所に警報を発し、警報が生じた区間への送電を止めて停車させるか、信号を受信した変電所が自動的に停電させる手法をとっている。そのうち東京メトロ銀座線・丸ノ内線では第三軌条集電方式を採用しており、旅客が線路内へ転落すると高圧箇所へ接触する恐れがあることから、車両側だけでなく駅からも非常発報無線を発報できるようになっている。

## 防護無線の問題事案

### 犯罪行為によるもの
1996年には、JR東日本管内において防護無線装置が盗難に遭い、沿線でこの装置から発報され列車運行が妨害される事件が多発した。この機材は携帯型無線機で、運転室のラックに取り付けられていたものである。これを受けて本州JR3社は、それまでのアナログ式から妨害を受けにくいデジタル式への変更を進めたほか、無線装置を鍵により運転台に固定するなど機材盗難への対策を行った。四国・九州の各社は、本州に乗り入れる車両以外はアナログ式のままである。
2010年4月以降、JR西日本管内の森ノ宮電車区などで、防護無線の予備電源のヒューズが、運転室内に侵入した何者かによって抜き取られる事件が相次いで発生した。このヒューズは、後述の福知山線事故で防護無線の発報に失敗したことを受け、同社が運転室に設置した予備電源に、電力を供給するために配備されたもので、固定されていて外部からの侵入者が抜き取るのは困難である。その後の調査で内部犯行が発覚し、同年7月20日、大阪府警は予備電源のヒューズを抜き取ったとして天王寺車掌区に所属する49歳の車掌を器物損壊と偽計業務妨害の容疑で逮捕した。「乗務中にヒューズを抜いた」「会社に不満があった」と供述している。

### 機器の不具合、操作ミスによるもの
2005年4月25日に起きたJR福知山線脱線事故の際には、脱線した列車の車掌が発報を試みたが、停電のため直ちに発報できなかった。この機材では停電時に発報するためには電源を切り替える必要があったものの、車掌はその操作を教育されておらず、結局発報できなかった。事故直後に下り線を走り現場に接近してきた特急電車の運転士は、脱線した車両が下り線の軌道を短絡して閉塞信号機が停止現示となっているのを見て緊急停止するために減速、さらに近隣住民が踏切の踏切非常ボタンを押したことで現示された特殊信号発光機の停止信号で異常を察知し、事故現場のおよそ100 m手前で停止して改めて防護無線を発報した。このような事態が生じたことから、停電時でも特別な操作なしに本装置が動作できるように改良が進められている。
2007年12月には、JR北海道において防護無線装置が誤作動を起こし、札幌圏の全ての列車が約5時間半にわたって運転を見合わせた。原因は装置内の基板が結露とさびによってショートし誤作動を起こしたものと判明したが、誤作動を起こした無線機の判別に時間を要した。これを受け、発報した無線機の判別が容易にできるデジタル式防護無線の導入について、2011年（平成23年）6月までとしていた導入計画を大幅に前倒しし、2008年6月までに導入を完了させた。
JR貨物の岡山機関区に所属する電気機関車1機について、2006年5月から2012年11月まで約6年半に亘り、防護無線が繋がらない状態で運行に就いていたことが明らかになった。防護無線機器の設置工事の際に、配線を誤った可能性が高いとされている。同社は2012年10月には問題が発見されていたにもかかわらず11月まで放置していたことも判明しており、結果的に、当該機は山陽本線や東海道本線などで約150万 kmにわたり走行していた。
近畿日本鉄道が2024年12月25日から奈良線・京都線・橿原線・天理線で運行を開始した8A系が、防護無線が発報できない状態のまま運用に就いていたことが明らかとなった。2025年6月現在で運用に就いていた全編成に於いて、いずれも片方の乗務員室への回路の不具合があった模様で、同社は同年6月13日に緊急点検を実施した。

### 電波の飛び過ぎ（オーバーリーチ）によるもの
1986年11月26日に、綾瀬駅に停車中の常磐緩行線の列車内で乗務員が防護無線を誤発報し、首都圏の10線区23本の列車がこれを受信して緊急停止した事例がある。これは綾瀬駅が高架だったため、想定した到達範囲をはるかに超える広範囲にわたって電波が届いたことによる。
2010年5月27日、午前8時30分頃に、東海道本線（JR京都線）摂津富田駅付近を走行していた西明石発京都行の普通電車が、踏切内に人が立ち入ったのを発見し、防護無線を発報したところ、約10 km南を走る片町線（学研都市線）を走行中の複数の電車も信号を受信して非常停止した。この日は、たまたま生じていたスポラディックE層が電波を反射し、通常より遠くまで電波が届いたと一部メディアが報じた。